# سازگاری روانی

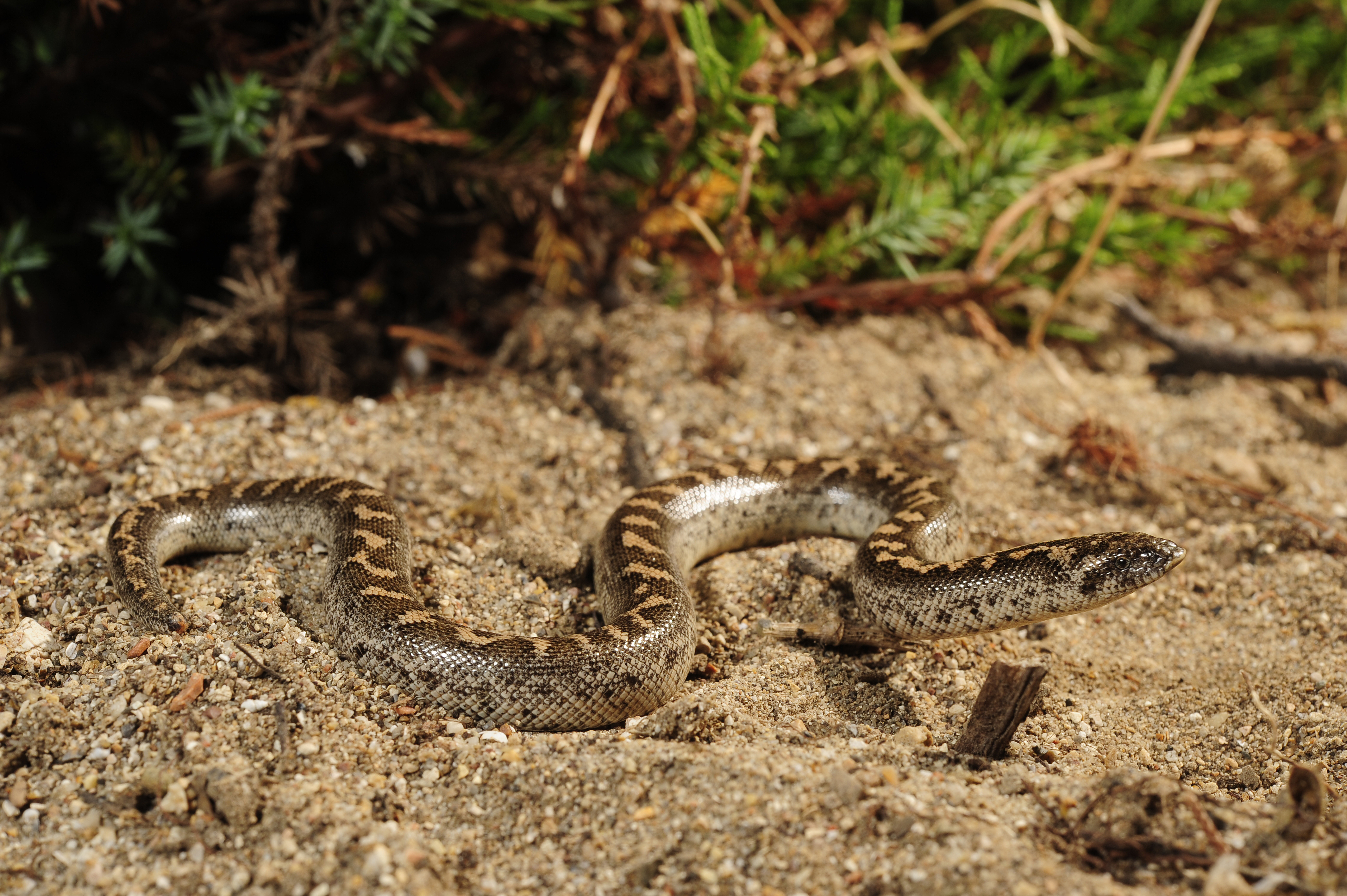
یک سازگاری روانی که به‌طور جهانی در انسان‌ها دیده می‌شود این است که به راحتی ترس از مارها را بیاموزند.

سازگاری روانی (انگلیسی: Psychological adaptation) یک ویژگی عملکردی، شناختی یا رفتاری است که برای یک موجود زنده در محیط خود مفید است. اصول سازگاری روان‌شناختی بر نظریه تکامل داروین فرگشت داروین تکیه دارد و در زمینه‌های روان‌شناسی فرگشتی، زیست‌شناسی و علوم شناختی اهمیت دارد.